# Quần đảo Thiên Nga

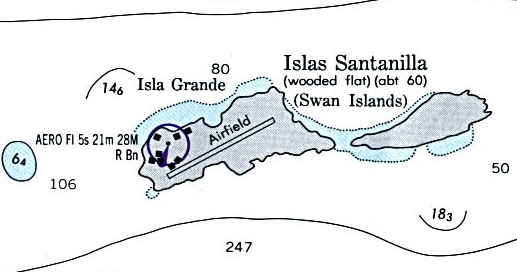
Hải đồ Quần đảo Thiên Nga (Swan Islands)

Quần đảo Thiên Nga (tiếng Tây Ban Nha: Islas del Cisne) là một chuỗi ba đảo nằm trong vùng tây bắc biển Caribe, cách bờ biển Honduras 90 dặm Anh, với diện tích là 8 km². Các đảo này trực thuộc tỉnh Islas de la Bahía của Honduras. Chúng bao gồm ba đảo:
- Đại Thiên Nga (Great Swan) dài 3 km, diện tích là 5,5 km²
- Tiểu Thiên Nga (Little Swan) dài 2,4 km, rộng 0,5 km, diện tích 2,5 km²
- Cồn Khờ (Booby Cay) dài 90 mét, cách góc tây nam của Đại Thiên Nga 70 mét, diện tích <0.01 km²

Quần đảo không có cư dân, trừ một đội thủy quân nhỏ của Honduras. Đại Thiên Nga có một phi đạo cỏ dài 3800 ft (1158 mét).
Cả Hoa Kỳ và Honduras tuyên bố chủ quyền trên Quần đảo Thiên Nga cho đến khi Hoa Kỳ rút bỏ lời tuyên bố chủ quyền năm 1972. Một công dân Hoa Kỳ tên Sumner Smith trước kia đã tuyên bố chủ quyền quần đảo này cho Hoa Kỳ. Smith là dân của Boston, Massachusetts, chủ tịch công ty Abington Textile and Manufacturing Works, và là một cổ đông trong Công ty Tàu thủy Gibraltar của thành phố New York.
Quần đảo được lưu ý vào những năm đầu thập niên 1960 vì hoạt động của Đài Phát thanh Thiên Nga mà tự mình tuyên bố là thuộc quyền sở hữu của Công ty Tàu thủy Gibraltar. Đài bắt đầu phát thanh trong suốt các biến cố dẫn đến và sau vụ xâm nhập Vịnh con Heo tai hại vào Cuba. Sau đó, qua điều tra thì khám phá ra là cả Đài Thiên Nga và Đài Mỹ châu thay thế nó là một phần hoạt động của công ty thuộc sở hữu của CIA. Đài phát thanh bị đưa ra khỏi quần đảo vào cuối thập niên 1960 và trạm truyền tin chính được đưa sang dùng trong cuộc xung đột Việt Nam.
Tháng 10 năm 1998, bão Mitch thổi qua Đảo Thiên Nga với sức gió 180 dặm một giờ.